# Заслуженный деятель искусств Азербайджана
«Заслуженный деятель искусств» (азерб. Əməkdar incəsənət xadimi) — почётное звание Азербайджанской Республики, присваиваемое за особые заслуги в развитии азербайджанской культуры деятелям искусства, отличившимся в деле развития театра, музыки, кино, цирка, режиссёрам, композиторам, дирижёрам, концертмейстерам, художественным руководителям музыкальных, хоровых, танцевальных и других коллективов, другим творческим работникам, музыкантам-исполнителям за высокое мастерство, и содействие развитию искусства.

## Присвоение
Президент Азербайджанской Республики присваивает почётное звание по личной инициативе, а также по предложению Национального Собрания и Кабинета Министров.
Почетное звание присваивается только гражданам Азербайджанской Республики. Согласно указу почетное звание «Заслуженный деятель искусств» не может быть присвоено одному и тому же лицу повторно.
Удостоенное почетного звания лицо может быть лишено почетного звания в случае:
1. осуждении за тяжкое преступление;
2. совершения проступка, запятнавшего почетное звание

## Указ об учреждении
Почетное звание «Заслуженный деятель искусств» было учреждено указом Президента Азербайджанской Республики от 22 мая 1998 года наряду с некоторыми другими званиями.

## Описание
Лица, удостоенные почетного звания «Заслуженный деятель искусств» Азербайджанской Республики также получают удостоверение и нагрудный знак почетного звания Азербайджанской Республики. Нагрудной знак почетного звания носится на правой стороне груди.

## Заслуженные деятели искусств
*Список не отражает всех людей, обладающих званием «Заслуженный деятель искусств»
- Эльза Ибрагимова[3]
- Зульфугар Фарзалиев[4]
- Ясиф Насиров[5]
- Тарлан Горчу[6]
- Октай Раджабов[7]
- Фаттах Халыгзаде[7]
- Вагиф Назиров
- Магомедов, Джамбулат Мусаевич